# Leucocoryne alliacea
Leucocoryne alliacea là một loài thực vật có hoa trong họ Amaryllidaceae. Loài này được Lindl. mô tả khoa học đầu tiên năm 1830.